# This Is Why (singolo)
This Is Why è un singolo del gruppo musicale statunitense Paramore, pubblicato il 28 settembre 2022 come primo estratto dal sesto album in studio This Is Why.
Nel febbraio 2024 il brano ha vinto il Grammy Award alla miglior interpretazione di musica alternativa, valendo al gruppo il suo terzo Grammy Award insieme a quello vinto lo stesso anno dall'album omonimo e dal singolo Ain't It Fun nel 2015.

## Descrizione
La pubblicazione del singolo viene annunciata il 10 settembre 2022. Il 28 settembre, alla sua pubblicazione, viene altresì annunciata l'uscita, prevista per il febbraio 2022, dell'omonimo album in studio.
Parlando del brano, la cantante Hayley Williams ha detto che si tratta dell'ultimo a essere stato scritto per l'album, e che, ritrovatasi al punto di essere stanca di scrivere altri testi, fu il batterista Zac Farro a convincere a lavorare a quest'ultima idea. La stessa Williams ha dichiarato che «riassume la pletora di assurde emozioni [...] che si provano vivendo nel 2022, del solo essere sopravvissuti negli ultimi tre o quattro anni, [...] al destino imminente di un pianeta morente, [...] e al fatto che gli esseri umani dovrebbero provare nel profondo di loro stessi di essere più gentili o più empatici».

## Video musicale
Il video ufficiale del brano, diretto da Brendan Yates e prodotto da Evan McGillivray, è stato pubblicato lo stesso giorno di pubblicazione del singolo.

## Tracce
Testi e musiche di Hayley Williams, Taylor York e Zac Farro.
1. This Is Why – 3:27

## Classifiche
| Classifica (2022)                | Posizione massima |
| -------------------------------- | ----------------- |
| Canada (rock)                    | 28                |
| Irlanda                          | 90                |
| Regno Unito                      | 61                |
| Stati Uniti                      | 108               |
| Stati Uniti (alternative)        | 1                 |
| Stati Uniti (rock & alternative) | 15                |
| Stati Uniti (rock airplay)       | 14                |